# Uğur Taner
Uğur Taner (Istanbul, 20 giugno 1974) è un ex nuotatore turco naturalizzato statunitense.

## Carriera
Specializzato nello stile libero e nelle staffette, vanta come miglior risultato in carriera la medaglia d'oro ai campionati mondiali di Roma 1994 nella staffetta 4x100m stile libero.

## Palmarès
- Mondiali

Roma 1994: oro nella 4x100m stile libero.
- Giochi PanPacifici

Kōbe 1993: oro nella 4x200m stile libero e bronzo nei 200m farfalla.
Fukuoka 1997: oro nei 200m farfalla e nella 4x200m stile libero.
Sydney 1999: bronzo nei 200m farfalla.